# 搞怪拍檔
《搞怪拍檔》是由日本小說家高千穗遙創作的輕小說作品。
於1985年由日昇動畫改編成動畫，1985年版電視動畫在台灣的譯名為「棘手拍檔」；而該作亦曾於中都卡通台、無線電視翡翠台播出。1994年又推出新版OVA動畫《Dirty Pair Flash》。

## 故事簡介
2138年到2143年之間，人類文明已散佈於數千個星系。其中有個名為「世界福祉事業協會」（WWWA）的企業，簡稱「3WA」，以幫助各地星系解決各式各樣難題為業。故事主角百合（ユリ ）與圭（ケイ）就是任職於3WA的問題解決專家。她們這組搭檔的正式代號叫「Lovely Angels」（甜蜜天使），雖然辦事能力高強，但也常造成其他破壞損害，因此被人們謔稱「Dirty Pair」（惡名昭彰二人組）。

## 人物
圭（Kei）
一頭紅色短髮、古銅色肌膚的性感辣妹，性格火爆的假小子。2121年11月27日生，19歲。血型A型，身高171cm，体重57kg，三圍是91・55・91。
百合（Yuri）
一襲黑色長髮、肌膚白皙外型柔弱的美少女，喜歡裝可愛。2122年3月18日生，19歲。血型A型，身長168cm、体重55kg、三圍是88・54・90。

## 動畫
- 電視版動畫：1985年7月15日到12月26日播出24話。另有發行OVA25、26話。
- OVA版動畫：1985年到1996年間陸續出版4套OVA。其中《Dirty Pair Flash》的角色是另外設計的，與電視版不同。
- 電影版動畫：1987年《伊甸計畫》（Project Eden）。

## 外部連結
- 日昇官方網站 （页面存档备份，存于）
- ダーティペア （页面存档备份，存于）
- ダーティペア91公式サイト （页面存档备份，存于）
- ダーティペアの大盛況 DVD-BOX （页面存档备份，存于）